# لواء علي الأكبر
لواء علي الأكبر هو فصيل شيعي عراقي منضوي تحت هيئة الحشد الشعبي وتابع للعتبة الحسينية في كربلاء. تشكل بعد فتوى الجهاد الكفائي التي أصدرها السيد علي السيستاني وبرعاية من الأمين العام للعتبة الحسينية الشيخ عبد المهدي الكربلائي.